# Toxorhynchites kaimosi
Toxorhynchites kaimosi är en tvåvingeart som först beskrevs av Someren 1946.  Toxorhynchites kaimosi ingår i släktet Toxorhynchites och familjen stickmyggor.
Artens utbredningsområde är Kenya. Inga underarter finns listade i Catalogue of Life.